# Saint-Léonard (Seine-Maritime)
Saint-Léonard [sɛ̃ leɔnaʁ] ist eine französische Gemeinde mit 1.699 Einwohnern (Stand: 1. Januar 2022) im Département Seine-Maritime in der Region Normandie. Sie gehört zum Arrondissement Le Havre und zum Kanton Fécamp.

## Geographie
Saint-Léonard liegt im Pays de Caux an der Alabasterküste zum Ärmelkanal. Umgeben wird Saint-Léonard von den Nachbargemeinden Yport im Norden, Fécamp im Osten und Nordosten, Épreville im Südosten, Froberville im Süden und Südwesten, Les Loges im Südwesten sowie Vattetot-sur-Mer im Westen. 

## Bevölkerungsentwicklung
| Jahr                      | 1962 | 1968 | 1975 | 1982 | 1990 | 1999 | 2006 | 2012 |
| Einwohner                 | 1312 | 1395 | 1627 | 1660 | 1680 | 1690 | 1831 | 1849 |
| Quelle: Cassini und INSEE |      |      |      |      |      |      |      |      |

## Sehenswürdigkeiten
- Kirche Saint-Léonard, ursprünglich aus dem 11. Jahrhundert
- Burgruine Hogues aus dem 13. Jahrhundert